# Matronae Austriahenae
Die Austriahenae sind Matronen, die durch etwa 160 inschriftliche Belegen auf Weihesteinen am Fundort in Morken-Harff überliefert sind.

## Auffindung
Im Rahmen der Erweiterung des rheinischen Tagebaus wurden bei Bodenabdeckungen 1958 auf der Böschung eines trockenen Altarms der Erft ungefähr 150 m östlich der Morkener Pfarrkirche zunächst einige Matronensteine entdeckt, gesichert und in den folgenden Tagen durch das rheinische Bodendenkmalamt auf einer Fläche von 30 × 5 m zahlreiche Funde gesichert und geborgen. Neben circa 160 fragmentierten Weihesteinen mit unvollständigen und rudimentären Inschriften wurden neun vollständige inschriftentragende Steine gefunden, die in acht Exemplaren den Austriahenae gestiftet wurden. Lage und Zustand der Funde zeigen, dass diese in der Spätantike als Baumaterial für eine Furt verwendet wurden und dorthin von dem ursprünglichen Standort eines zu vermutenden Matronenheiligtums als Spolien verschleppt wurde.

## Inschriften (Auswahl)
Die vollständigen sowie fragmentierten Inschriftentragendenn und Weihesteine zeugen von den sozialen und kulturellen Verhältnissen in der Datierungszeit von 100 n. Chr. bis 250 n. Chr. in der Region durch die Stifter. Einige Steine wurden durch Legionsangehörige, sprich Militärs gestiftet. Die Steine bezeugen die Integration in die öffentliche römische Kultur durch die repräsentative Übernahme der römischen Namenssitte der Trinomina, deren Pseudogentilizen (Gentilname) jedoch die indigene germanische oder galloromantische Herkunft belegen. Zwei Steine tragen gebräuchliche germanische Kurznamen m. Leub-o und f. Leub-a, die durch spätere westgermanische Runeninschriften aus der Merowingerzeit gut belegt sind. Bei 29 Inschriften wurden Weiheformeln der Offenbarungs-Inschriften verwendet ex imperio, also auf Geheiß der Matronen (im Traum). In zwei Inschriften weicht der Gattungsname von der Form Matronae ab und nennt die Austriahenae Matres – eine Form, die mehrheitlich für ethnographische Beinamen (Matres Suebae... = den Suebischen M.) in den Inschriften der niederrheinischen Fundregion erscheinen. Des Weiteren zeugt die Weihung an die M. Austriatium von einer in einer Civitas organisierten Stiftergemeinschaft. Inschriftlich sind die Matronae Austriahenae nach den Matronae Vacallinehae die zweithäufigstbelegten Matronen in der Fundregion der Germania inferior
M(arcus) Iulius / Vassile/ni f(ilius) Leu/bo Matro/nis Austri/atium v(otum) s(olvit) l(ibens) m(erito)
Matronis Aus/triahenis M(arcus) / M(arius) Cels/us ex imperio / ipsarum s(olvit) l(ibens) / m(erito)

## Beiname
Günter Neumann deutet den Beinamen als Ableitung von einer Stelle beziehungsweise von einer Örtlichkeit oder Siedlung ab. Er stellt daher das erste Glied des Namens zu germanisch austra- = Osten und vergleicht dieses mit antiken und frühmittelalterlichen Toponymen der Germania. Die Austriahenae stellt er zu einer Gruppe von topischen Matronen wie den Mahalinehae, Fachinehae, Textumeihae, zu denen Robert Nedoma zuletzt ebenfalls die Matronae Grusduahenae zählt.
Theo Vennemann leitet den Namen von einem gallo-romanischen konstruierten Ortsnamen Austriacum ab (*Austri-ac-in-ae > Austriahenae), den er in Erweiterung zu Neumanns Ansatz auf einen Gewässer/Flussnamen *Austra zurückführt. Vennemann belegt dessen Einwohner, beziehungsweise der Civitas, als latinisierte inschriftlich dokumentierte Austriates und zieht zum antiken Fundort die Bildung des heutigen Ortsnamens vom nahegelegenen Ort Oestrich heran.